# Smutna środa (singel)
Smutna środa – singel Tedego wydany w 2019 roku przez wydawnictwo Asfalt Records promujący album Stadium X Lecia.
Kolejny raz Tede współpracował z Sir Michem, a za teledysk odpowiadali Bartosz Deja (reżyseria) oraz Łukasz Balcerzak (zdjęcia).
Nazwa „Smutna środa” stanowi nawiązania do popularnej piosenki Sztywnego Palu Azji, a sam utwór Smutna Środa odnosi się do wydarzenia 3 lipca 2019, kiedy to social media miały awarię – nie dało się dodawać ani wysyłać zdjęć na Instagramie, WhatsAppie i Messengerze. Tego dnia rozpoczynał się Opener Festival, przez co wielu internautów i dziennikarzy żartowało, że jest to niezwykła tragedia, bo uczestnicy festiwalu nie będą mogli się pochwalić ani wrzucić relacji z koncertów.